# Phascolosorex
Phascolosorex es un género de marsupiales dasiuromorfos de la familia Dasyuridae conocidos vulgarmente como musarañas marsupiales. Incluye dos especies endémicas de la isla de Nueva Guinea.
- La musaraña marsupial de banda estrecha (Phascolosorex dorsalis)
- La musaraña marsupial de vientre rojo (Phascolosorex doriae)